# Рамна (Сер)
Рамна (грч. Ομαλό, Омало) је насељено место у општини Синтика у периферији Средишња Македонија, Грчка. Према попису из 2021. године било је 128 становника.
Према бугарском географу и историчару, Василу Канчову, у Рамну је 1900. године живело 550 Аромуна. Село је некада било насељено Словенима. Током Првог светског рата село је настрадало и већи део мештана је избегао, тако је после рата остало 127 житеља.